# Madame Web
Madame Web, il cui vero nome è Cassandra Webb, è un personaggio dei fumetti statunitensi pubblicati da Marvel Comics. Creato da Denny O'Neil (testi) e John Romita Jr. (disegni), esordì in The Amazing Spider-Man n. 210.
È stata la leader del gruppo delle Donne Ragno e, scoperta l'identità dell'Uomo Ragno grazie ai suoi poteri psichici, lo ha aiutato a superare diverse difficoltà.

## Biografia del personaggio
Cassandra Webb, oltre a essere cieca, soffriva di un deterioramento neurologico dovuti alla miastenia gravis ma riusciva a compensare questi handicap con delle abilità psichiche che le permettevano di vivere come medium. Riuscì a scoprire che l'Uomo Ragno era in realtà Peter Parker quando questi salvò uno dei suoi studenti e lo aiutò a impedire un assassinio di un candidato politico. Quando Black Tom Cassidy inviò il Fenomeno per rapirla in modo da poterne usare i poteri per le sue attività criminali, lei previde l'attacco e chiamò in aiuto Spider-Man: l'aggressione le causò comunque un grave shock e finì in coma dal quale si riprese ma con la perdita della memoria a breve termine, e quindi anche la vera identità di Spider-Man.
Successivamente contattò nuovamente Spider-Man per chiederne l'aiuto in quanto aveva avuto una precognizione che ne annunciava la morte. Credendo che unirsi a Norman Osborn in un rituale chiamato la Riunione dei Cinque le avrebbe permesso di salvarsi la vita, chiese a Spider-Man di recuperare uno dei cinque frammenti di artefatti necessari. Ciascuno dei cinque partecipanti avrebbe ricevuto conoscenza, potere, immortalità, follia o morte. A seguito della cerimonia, Madame Web apparentemente ricevette la morte ma in realtà aveva ricevuto l'immortalità oltre a essere ringiovanita e risanata.
Poco dopo, il dottor Octopus creò una nuova donna ragno usando la nipote di Cassandra, Charlotte Witter, che assorbì le abilità di ognuna delle altre versioni della donna ragno, Jessica Drew, Julia Carpenter e Mattie Franklin. Per catturare Charlotte, Madame Web riunì le donne ragno in una squadra, riuscendo a sconfiggerla, ma in seguito la nipote sottrasse la telepatia a Madame Web facendola invecchiare nel processo. Con l'aiuto di Spider-Man e Franklin, Madame Web riuscì a neutralizzare Charlotte lasciandola in uno stato dormiente e, di nuovo ringiovanita, recise il suo legame con Charlotte e rimosse dai ricordi di Charlotte e Mattie la verità sull'identità di Spider-Man. Madame Web continuò ad assistere Mattie durante il resto del suo tempo come Spider-Woman. La squadra delle donne ragno alla fine si sciolse. Da allora è apparsa di nuovo anziana, tuttavia presumibilmente ha conservato la sua immortalità.
Prima di Civil War ha aiutato l'Uomo Ragno a trovare il dottor Vincent Stegron nei numeri 453-454. Dopo l'adunata dei Cinque sembra essere diventata immortale.

### Tetra caccia
Madame Web viene attaccata e rapita da due persone, la madre e la figlia di Kraven, Ana e Sasha Kravinoff, e quest'ultima la ferisce mortalmente; in fin di vita dona i suoi poteri psichici a Julia Carpenter.

## Poteri e abilità
Possiede grandi abilità psichiche, preveggenti e chiaroveggenti, ed è in grado di apparire in forma astrale come uno spirito alle persone (e può farlo non solo nella sua epoca ma anche in vari periodi temporali e anche in altre dimensioni).
Ad un certo punto della sua storia diviene "immortale".

## Altre versioni
- La versione del personaggio dell'Ultimate Marvel esordisce nel 2000 in Ultimate Spider-Man n. 102;[5]
- la versione del personaggio del Mangaverse esordisce nel 2007 in Spider-Man Family Featuring Spider-Clan n. 1.[6]

## Altri media

### Televisione
- In Spider-Man - L'Uomo Ragno, Madame Web compare molte volte nella serie animata per aiutare l'Uomo Ragno, ma è molto diversa della sua versione cartacea in quanto presentata come un'entità antica dell'universo, con poteri quasi divini. Più che farsi aiutare dall'Uomo Ragno, lei è praticamente un mentore, indirizzandolo verso la giusta strada durante le sue lotte contro i criminali che affronta in modo da prepararlo emotivamente alla battaglia finale verso la conclusione della serie, contro il Ragno-Carnage. In questa serie è doppiata in originale da Joan Lee, moglie del più noto Stan.
- L'incarnazione di Madame Web compare anche nella serie animata Ultimate Spider-Man.

### Cinema

Madame Web interpretata da Dakota Johnson nell'omonimo film.

- Un personaggio femminile vagamente basato su Madame Web, chiamato C. Weber, appare nel film d'animazione Spider-Man: Across the Spider-Verse (2023), doppiata da Rachel Dratch. È consulente presso la scuola di Miles Morales.
- Nel settembre 2019 è stato annunciato lo sviluppo di un film basato su Madame Web facente parte del Sony's Spider-Man Universe e scritto da Matt Sazama e Burk Sharpless. Nel febbraio 2022 è stato confermato che l'attrice modella statunitense Dakota Johnson avrebbe interpretato Cassandra Webb, protagonista del film Madame Web. Il film è uscito al cinema il 14 febbraio 2024.